# Edward German

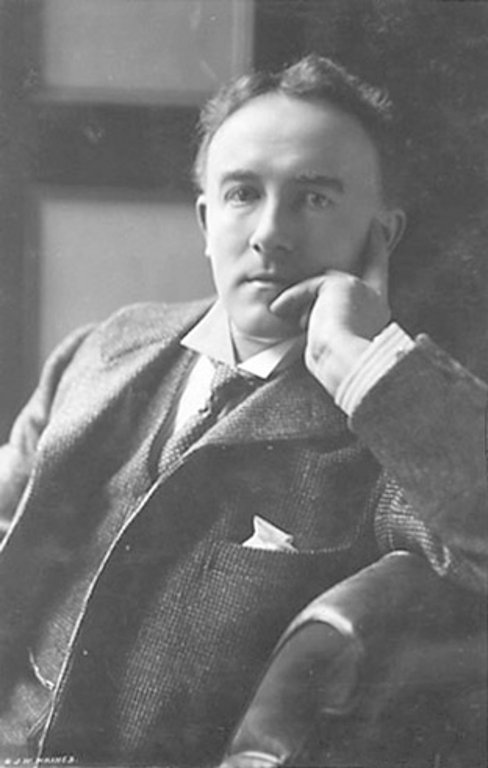
Edward German.

Edward German, född 17 februari 1862 i Whitchurch, Shropshire, död 11 november 1936 i London, var en brittisk tonsättare.
German utbildades som orgelspelare och violinist, och blev 1888 dirigent vid Globe-teatern. Han har skrivit en del skådespelsmusik och operetter i Arthur Sullivans stil, samt symfonier, symfoniska dikter, symfoniska sviter, rapsodier, en kröningsmarsch, tema med variationer med mera.